# Matúš Dula

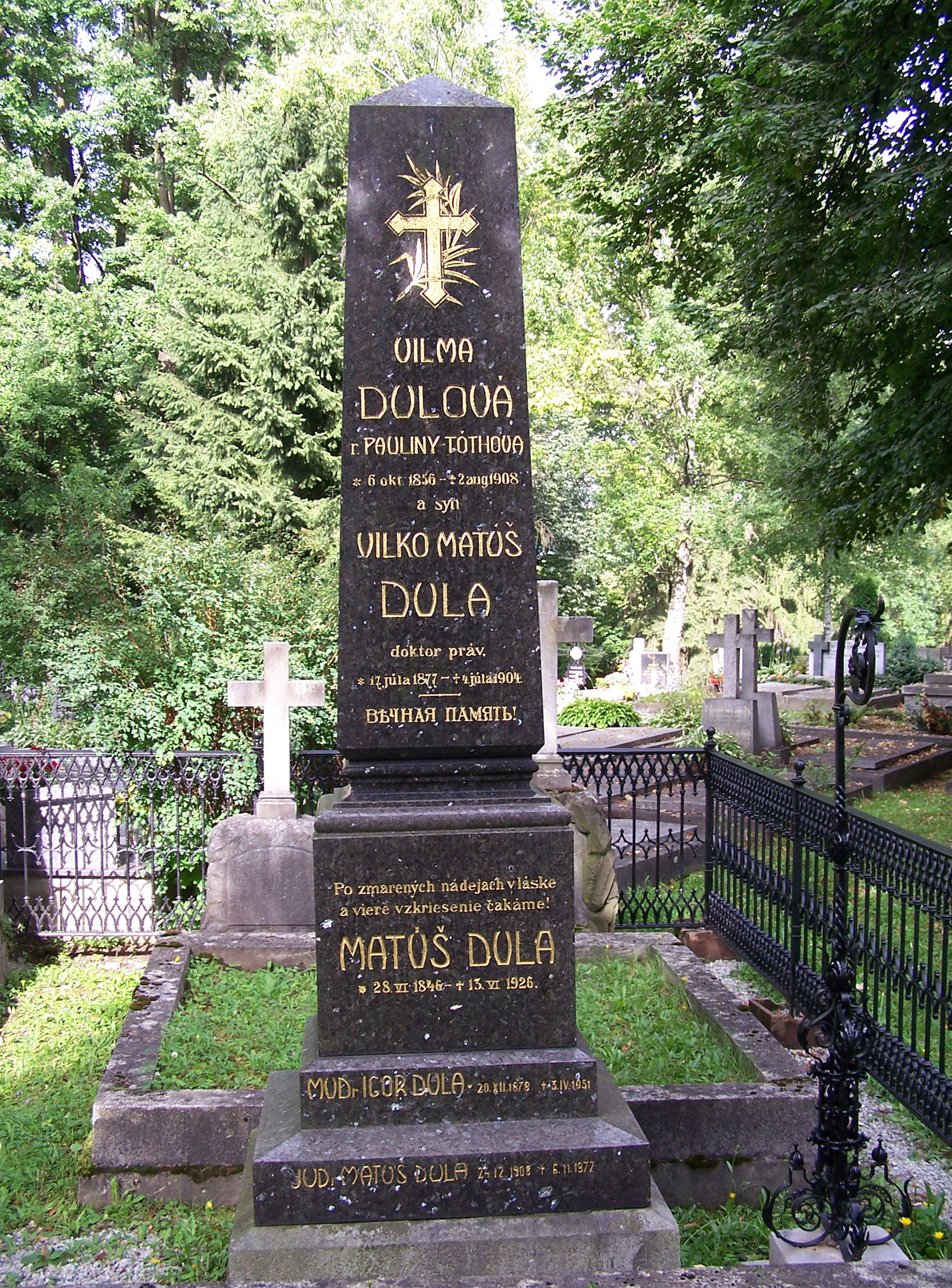
La sua tomba al Cimitero nazionale di Martin.

Matúš Dula (Blatnica, 28 giugno 1846 – Ružomberok, 13 giugno 1926) è stato un politico e avvocato slovacco, presidente del Consiglio nazionale slovacco, co-presidente della Matica slovenská.

## Biografia
Dal 1858 al 1861 studiò al ginnasio evangelico di Kežmarok, poi fino al 1864 a Rožňava. Compì gli studi di diritto a Vienna e a Budapest. Dopo aver terminato gli studi fu praticante avvocato presso lo studio di Pavol Mudroň, nel 1871 divenne avvocato libero professionista a Martin. Fu uno dei politici slovacchi più importanti del XIX secolo. Da studente universitario fondò a Vienna il circolo accademico Slovenské okolie e fu membro di diversi circoli slovacchi a Budapest. Scrisse sui giornali slovacchi Pešťbudínske vedomosti e Slovenské noviny. Per sua iniziativa nel 1869 fu fondata a Martin la Cassa di risparmio e nel 1885 fu tra i fondatori di Tatrabanka. 
Assistette in processi penali Vavro Šrobár, Andrej Hlinka e i patrioti romeni nel processo di Cluj del 1894. 
Nel 1877 divenne presidente del Partito nazionale slovacco, con alcuni intervalli mantenne questo ruolo fino al 1914. Fu membro del comitato di redazione di Národné noviny. Nel 1914 fu iniziatore di una rappresentanza slovacca al di là delle differenze di partito, il Consiglio nazionale slovacco, ma in seguito allo scoppio della Prima guerra mondiale ogni attività fu sospesa e anzi volle interrompere anche le attività del suo partito. Ciò nonostante mantenne relazioni con Slovacchi di Vienna e per loro tramite anche con i combattenti cecoslovacchi all'estero. Il Partito nazionale slovacco si attivò per la manifestazione del primo maggio a Liptovský Mikuláš. Il 24 maggio 1918 convocò a Martin un congresso di politici slovacchi, in cui fu approvata la risoluzione sul diritto all'autodeterminazione degli Slovacchi e sulla fondazione di uno Stato unito con i Cechi. Il Consiglio nazionale slovacco si riunì a Martin il 30 ottobre 1918 e approvò la Dichiarazione di Martin. Matúš Dula fu eletto presidente del Consiglio nazionale slovacco. Pochi giorni dopo gli Ungheresi chiusero il Consiglio nazionale slovacco, ma per intervento del primo ministro Mihály Károlyi fu riaperto. Nel novembre del 1918 come rappresentante del Partito nazionale slovacco fu inviato a Praga, dove fu membro dell'Assemblea nazionale rivoluzionaria. Nelle elezioni del 1920 fu eletto senatore per il Partito nazionale e agrario slovacco. Nel 1919 divenne co-presidente della Matica slovenská e presidente onorario del Partito nazionale e agrario slovacco.